# Stanisławice (przystanek kolejowy)
Stanisławice – przystanek kolejowy w Stanisławicach, w województwie małopolskim, w Polsce.

## Ruch pasażerski
| Rok  | Wymiana pasażerska na dobę |
| ---- | -------------------------- |
| 2017 | 200-299                    |
| 2022 | 100-149                    |

## Połączenia
- Kraków
- Tarnów
- Rzeszów
- Nowy Sącz
- Krynica
- Oświęcim

## Galeria

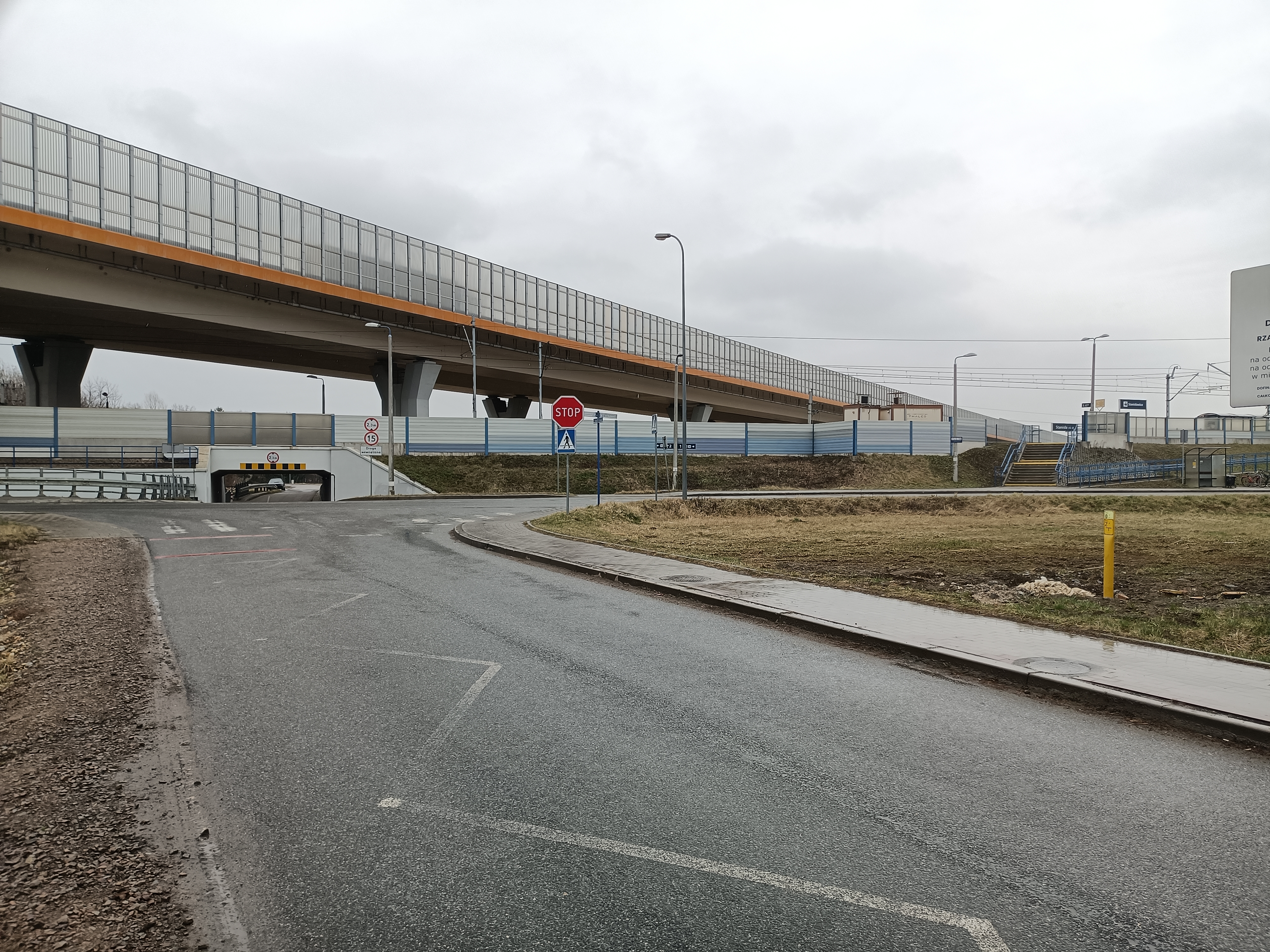
Przystanek od strony ulicy Senatorskiej
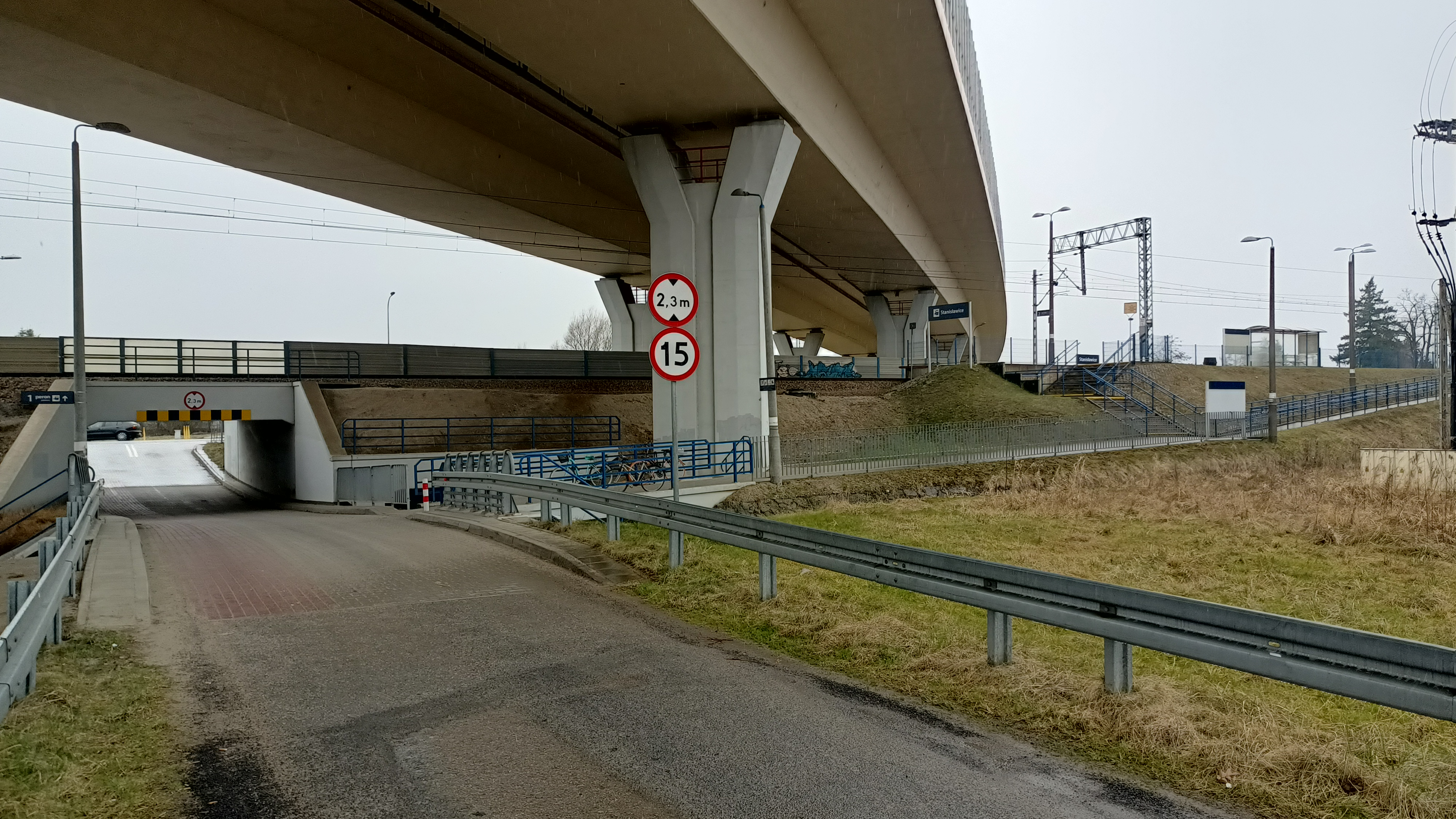
Przystanek od strony północnej
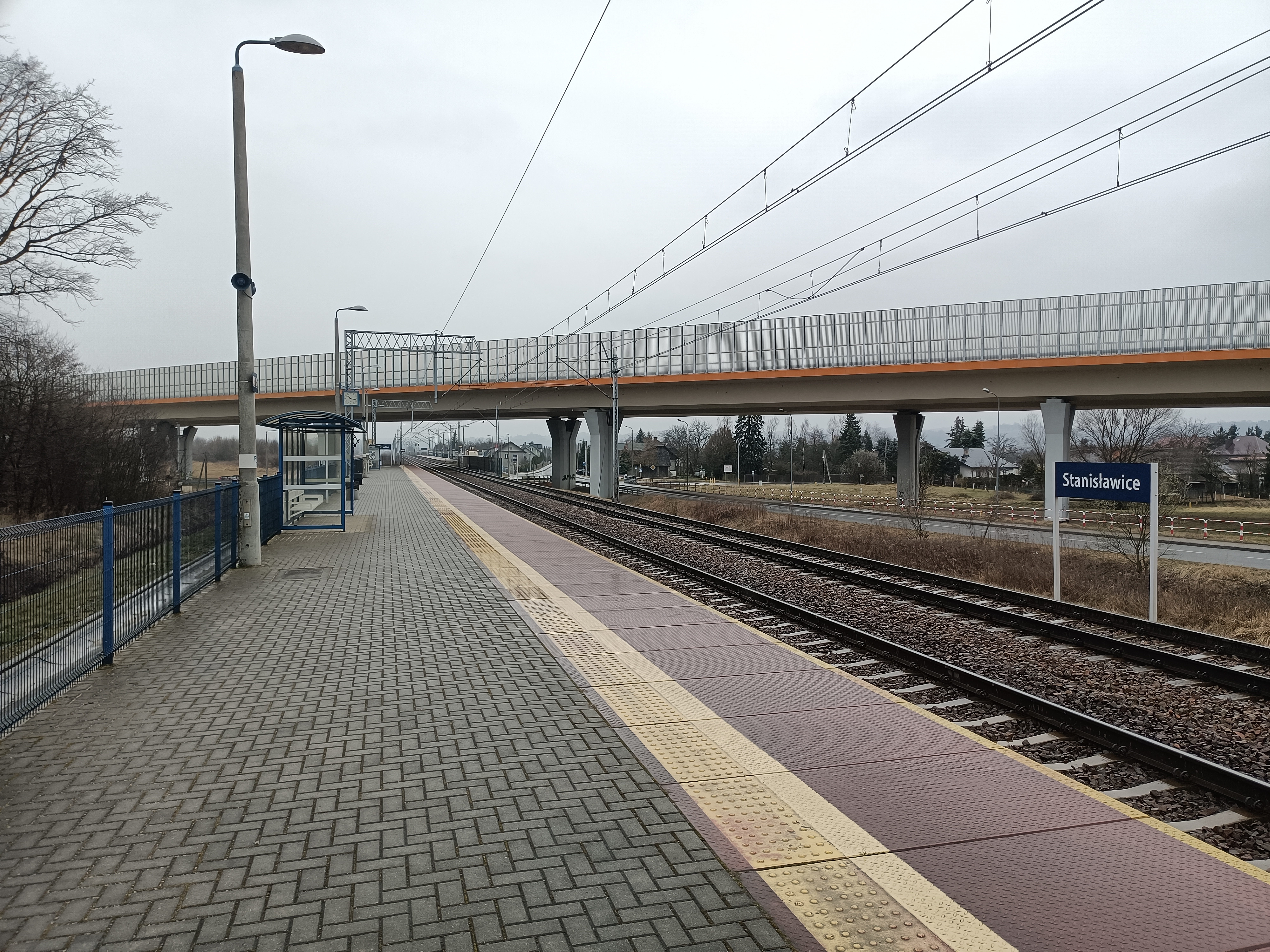
Peron 2, widok w stronę Tarnowa